# Katori, Chiba
Katori (香取市 Hương Tụ thị, Katori-shi) là một thành phố thuộc tỉnh Chiba, Nhật Bản.